# San Pedro de la Mata

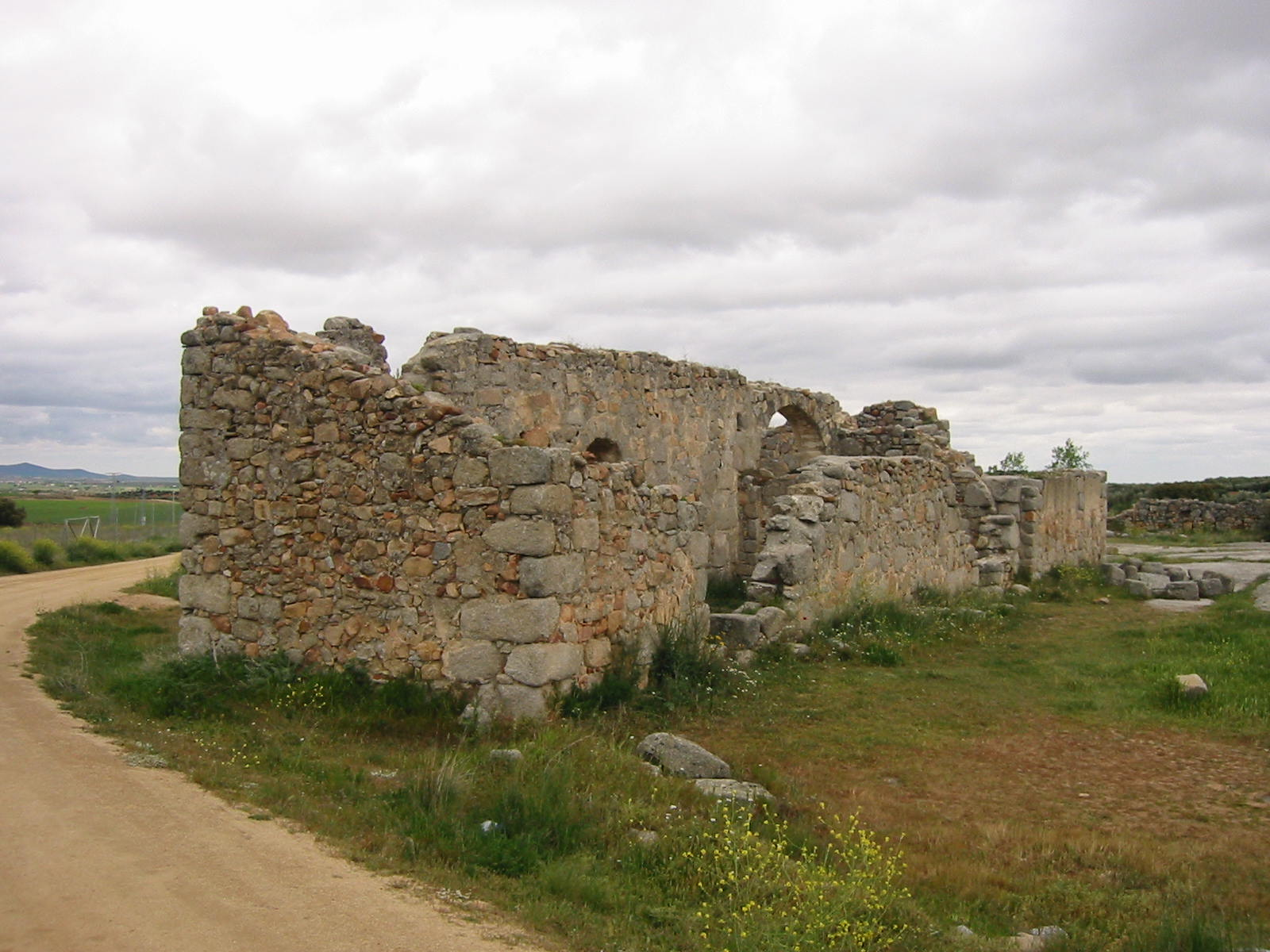
Kirchenruine San Pedro de la Mata

Die in Ruinen liegende Kirche San Pedro de la Mata (auch San Pedro de Arisgotas oder San Pedro de Casalgordo) zählt zu den wenigen Bauwerken der Westgotischen Architektur in Spanien.

## Lage
Die Kirchenruine von San Pedro de la Mata liegt etwa 25 Kilometer südlich der ehemaligen spanischen Hauptstadt Toledo auf dem Gebiet der Gemeinde Sonseca in der Nähe des Dorfes Casalgordo bzw. der ehemaligen westgotischen Siedlung Arisgotas. Von Casalgordo bis zur Kirche sind es noch etwa vier Kilometer in südöstlicher Richtung.

## Geschichte
Zur Geschichte des Kirchenbaus sind keinerlei Informationen überliefert. In der Nähe wurde jedoch eine Inschrift gefunden, die in die Zeit des Westgotenherrschers Wamba (reg. 672–681) datiert wird. Möglicherweise verfiel der abgelegene Bau bereits in der Zeit des islamischen Vordringens auf der Iberischen Halbinsel.

## Kirchenruine

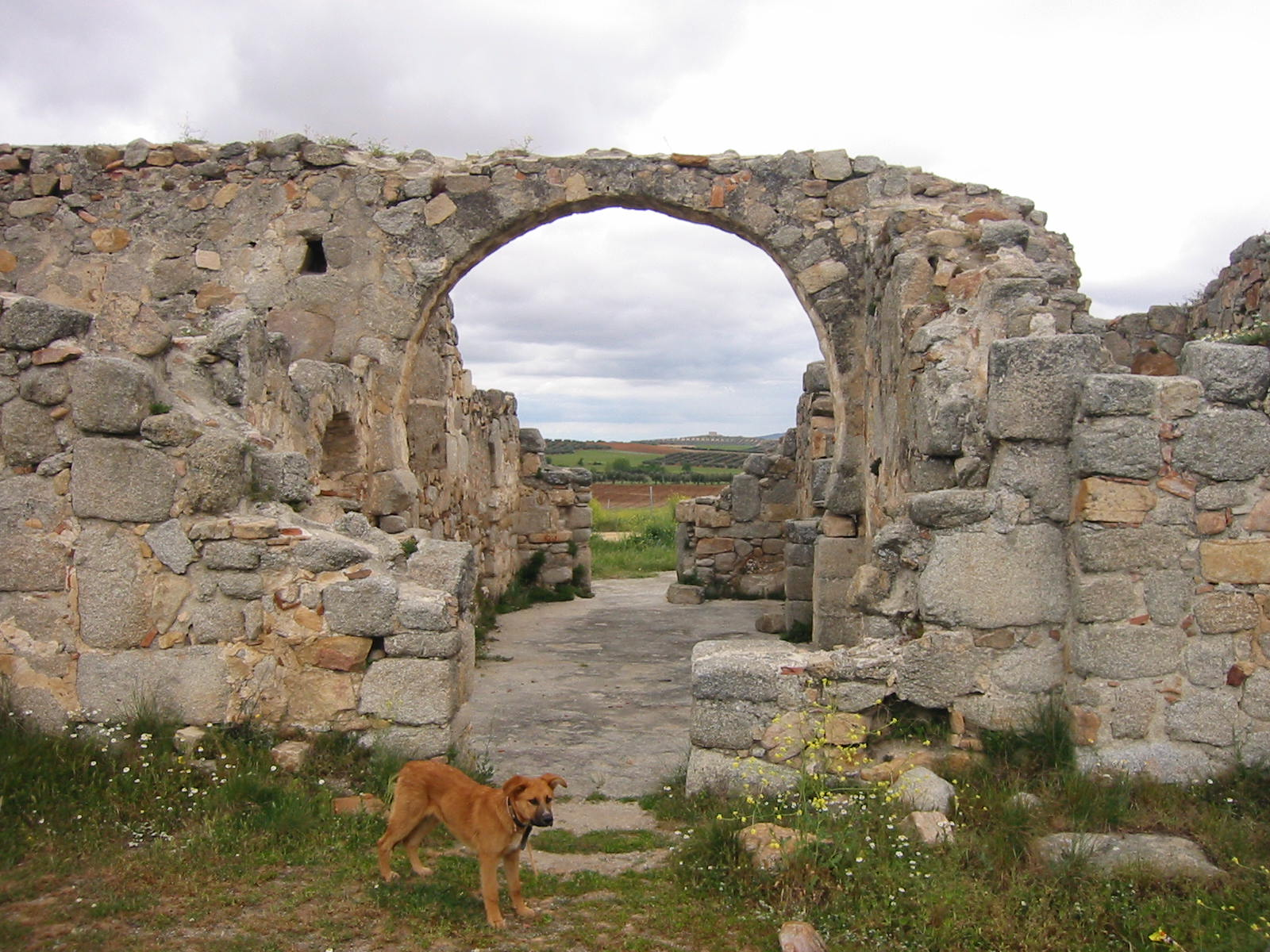
Hufeisenbogen im Bereich der Vierung

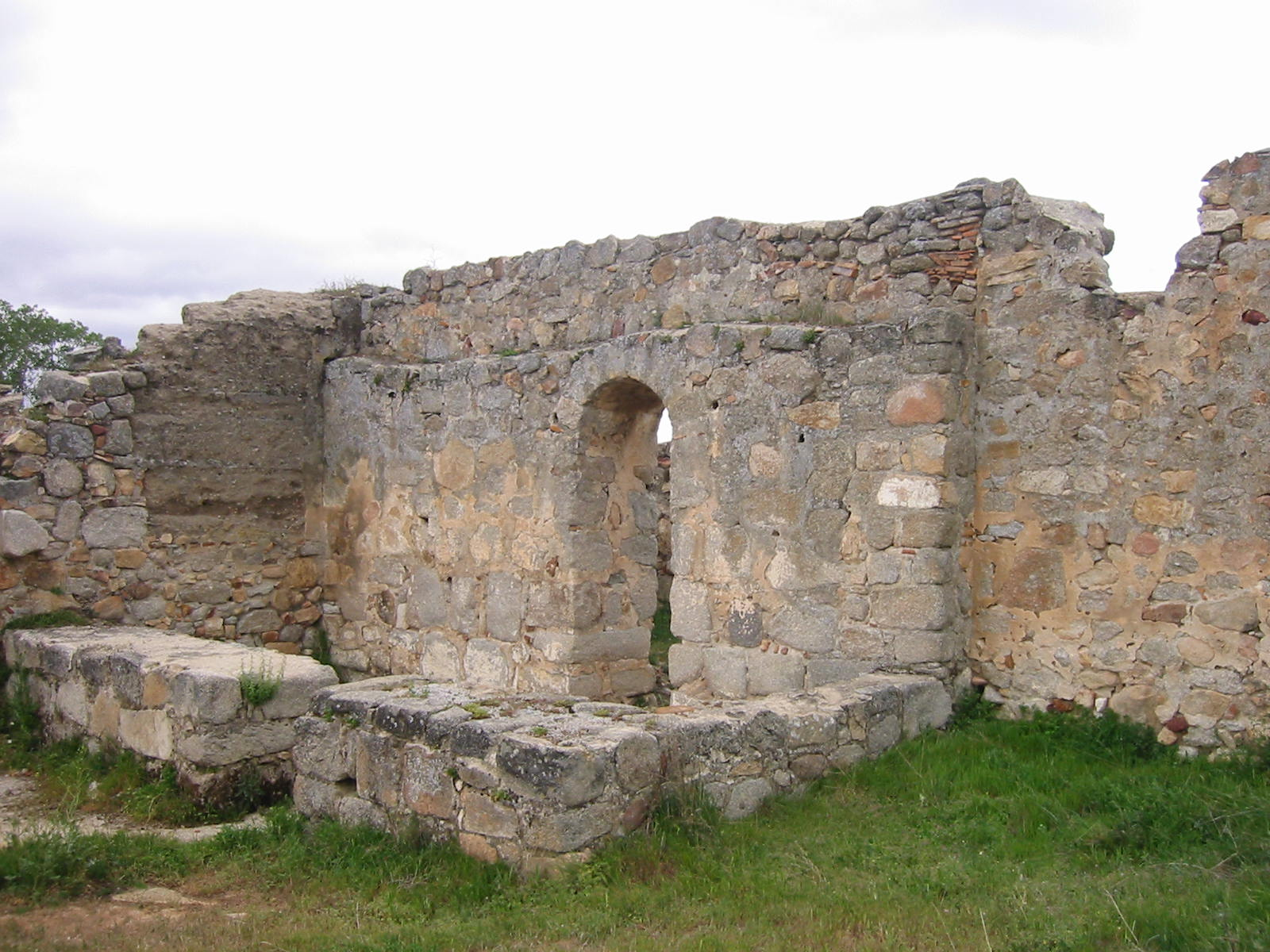
Seitliches Rundbogenportal

### Steinmaterial
Anders als an den meisten Bauten aus westgotischer Zeit finden sich an der Kirche San Pedro de la Mata nur an den Ecken und im Bereich des Eingangsportals einige wenige glatt behauene Steine. Der Bau ist ansonsten aus kleinen unregelmäßig geformten Findlingen und unter Verwendung von Mörtel zusammengesetzt worden; dies lässt auf einen Verputz des Kircheninneren – und vielleicht auch von Teilen der Außenwände – schließen. Reliefierte Steine sind nicht gefunden worden.

### Architektur
Untersuchungen haben ergeben, dass der Bau ehemals einen kreuzförmigen Grundriss hatte; das Zentrum der Kirche war wahrscheinlich durch einen Vierungsturm (cimborrio) erhöht. Ob die übrigen Bauteile eingewölbt waren oder hölzerne Flachdecken bzw. offene Dachstühle hatten, ist nicht mehr zu ermitteln. Abgesehen von einigen fensterlosen Mauerresten ist der einzig erhaltene originale Bauteil ein schmuckloser Hufeisenbogen im Bereich der Vierung. Ein weiteres Portal im Bereich des südlichen Querschiffs verfügt lediglich über einen Rundbogen, was eine spätere Hinzufügung wahrscheinlich macht.

### Bedeutung
Ein kreuzförmiger Kirchenbau in deutlicher Entfernung von der nächsten Ortschaft lässt auf eine ehemalige Klosteranlage schließen. Architektonisch bestehen gewisse Ähnlichkeiten zu den etwa gleichzeitig errichteten Bauten Santa Comba de Bande und Santa María de Melque.

## Sonstiges
In der Kirche San Pedro de la Mata wurden angeblich die Gebeine der hl. Quiteria, einer Kinder-Märtyrerin des frühen 2. Jahrhunderts, beigesetzt, bevor sie im 8. Jahrhundert nach Aire-sur-l’Adour (Frankreich) transferiert wurden.